# Дівчина з ведмедиком
«Дівчина з ведмедиком» — модерністський неокласичний інтелектуальний роман українського письменника Віктора Петрова-Домонтовича (1894—1969), написаний 1928 року. Сам автор визначає його як філософсько-інтелектуальну повість. Роман вийшов у видавництві «Сяйво» за апробацією Миколи Зерова.
Разом із «Доктором Серафікусом» та «Без ґрунту» є прикладом інтелектуальної прози у творчій спадщині В. Домонтовича.

## Сюжет
Восени 1922 року до Іполіта Миколайовича в гості приходить Семен Кузьменко — його друг та демобілізований учасник революції, котрий пропонує головному героєві іти з ним працювати на завод.
На початку 1923 року на засіданні з питання відбудови заводу Варецький знайомиться з Тихмєнєвим — представником ВРНГ. Тихменєв запрошує Іполіта Миколаєвича стати репетитором для двох своїх дочок — Зини та Лесі. Варецький згоджується: він декілька разів на тиждень приходить до дому Тихменєвих для проведення приватних лекцій. У домі йому подобається, адже інтер'єр багатої родини дуже сильно контрастує із помешканням самого Варецького.
Працюють у кімнаті дівчат. Леся уважно слухає, а Зина показує учителеві ведмежат і ставить незручні запитання.
У травні Тихменєви від'їхали до Москви, коло якої голова родини винайняв дачу. Влітку Варецький нудиться у місті: ходить вулицями, до кіно, шинка. У кожній дівчині йому ввижається Зина. Врешті-решт, Варецький приходить до дому Тихменєвих з марною надією зустріти їх там. Та бачить у кімнатах лиш меблі у чохлах.
Іполіт Миколайович не витримує і їде до Москви: приходить на службу до Тихмєнєва, приїжджає на станцію коло дачі, але не наважується зайти в гості.
У Києві науковець проводить час із Марією Іванівною — вчителькою, з якою вони раніше разом працювали. Та пропонує йому їхати з нею на село, але Варецький обриває контакт. Потім приходить до неї, і вони вирішують нікуди не їхати, а ходити щодня на Дніпро, де у них на березі є своє місце.
У грудні 1923 року Варецький кидає школу і йде на завод. Стосунки з вчителькою остаточно обірвано.
Восени 1924 року Варецький раптово зустрічає Зину на вулиці.
Спілкування із родиною Тихменєвих поновлено. За вечерею Зина розмірковує про правду і правдоподібність, переповідає історію про Стефана Хоминського, поета, що жив поруч із ними у Москві.
За наступної зустрічі Зина повідомляє про свою ідею поїхати до Китаю. Каже, що Варецький має одружитись із Лесею.
Влітку 1924 року Варецький разом із сім'єю Тихменєвих їде до Криму: Марія Семенівна замовляє заву Казимиру Владиславочичу різні наїдки, Варецький разом з дівчатами ходить на пляж. Леся на пляжі читає «Іфігенію в Тавриді». Коли Варецький вже від'їжджає до Києва, Зина говорить йому на прощання: «Коли б Ви більше бажали мене й були б зухваліші, я б віддалася Вам…»
Вже в Києві під час заняття Зина лишає Варецькому в своєму зошиті записку з часом і місцем зустрічі.
Дівчина приходить в гості до хіміка: ведуть розмову, зокрема і про бібліофільство Варецького.
12 січня Зина телефонує Варецькому на роботу, запитує, чи вільний він у той день. Того вечора вона віддається йому.
Іполіта Миколайовича мучить сумління: він гадає, що зобов'язаний одружитися з Зиною, аби врятувати її від сорому. Зина думає інакше.
У лютому Варецький іде в гості до Василя Гриба — вчителя, що викладав мову у тій школі, де й Іполіт Миколайович. Ведуть філософські розмови, зокрема і про сучасне кохання, тип «нової жінки».
Варецький приходить до Тихменєвих, щоб просити Зининої руки. Та відмовляється зі скандалом, втікає кудись, а потім повертається і повідомляє, що переспала з двірником.
Минули роки. Варецький так само працює на заводі. Його колега, Панас Григорович, розповідає йому історію про Миколу Буцького, котрий жорстоко вбив свою дружину з невідомих причин: чи то з великої любові, чи то задля ухилення від сплати аліментів.
Вийшовши з трамваю, колеги бачать бабусю, яка дуже турбується про вагітну жінку. Варецький заздрить їм через свою самотність, а Панас Григорович бачить у цій ситуації меркантильне підґрунтя.
Варецький їде до Берліна за дорученням керівництва заводу. Знає, що Зина має бути у десь там.
Повернувшись до Києва, вирішує просити Лесиної руки.
Та перед тим вночі згадує дивну зустріч в німецькому ресторані: там він зустрів руду жінку, яка передала йому офіціантом записку. Варецький, гадаючи, що жінка хоче, щоб він заплатив за її вечерю, ховає записку у кишеню, не читаючи її. Жінка стріляє в себе в ресторані. Нею виявляється Зина.
Віра Агеєва пише про те, що 
|  | Перший роман Домонтовича «Дівчина з ведмедиком» (1928) викликав, зрозуміло, зливу звинувачень несамовитих оборонців ідеологічної цноти, але водночас був високо поцінований проникливішими критиками, які одностайно відзначили викінченість форми й психологічну достовірність |

## «Дівчина з ведмедиком» як приклад інтелектуального роману
Перший з любовно-белетристичних романів В. Домонтовича сприймається не лише як літературний твір, а й великою мірою як корпус філософських есе, не завжди сюжетно пов'язаних з основною темою твору. Це паралельний текст або текст у тексті, присвячений питанням людської екзистенції, існуванню людини в умовах тогочасного суспільства як особистості, що зберігає за собою право на індивідуалістичний прояв, відзначається широким використанням алюзій та ремінісценцій, цитат та інших запозичень, що вказують як на енциклопедичну ерудованість автора, так і на звернення його до читача освіченого, здатного сприйняти таке закодоване письмо.

Серед філософських відступів роману можна зустріти і розмірковування над трагедією Гете «Іфігенія в Тавриді» з наведенням цитат мовою оригіналу:
|  | Леся процитувала: — "Weh dem, der fern von Eltern und Gschwis-ter ein einsam Leben fiuhrt". "Горе тому, що живе самотнім життям далеко від батьків і сестер". |

Найбільшим і найвагомішим філософським відступом «Дівчини з ведмедиком» є розмірковування Іполіта Миколайовича над одним з основних творів філософської спадщини Макіавеллі:
|  | Любов, милосердя, жорстокість — це, на думку Макіявеллі, умовні поняття, що мають цілком відносне й випадкове значення. На думку Макіявеллі, помиляється той, що гадає, ніби вбивство не може бути підказане почуттям любови чи милосердя. Любивши, вбити; убити, жаліючи, шукаючи милосердя, — Макіявеллі настоює, що ці неправдоподібні словосполучення не є безглуздя. Іноді обставини складаються так, що жорстокість людини суворої та невблаганної буває милосердніша од слабкодухости людини гуманної й лагідної. |

Формальним приводом для цих роздумів є розбирання героєм антикварних видань творів відомого італійського філософа, придбаних ним під час подорожі Німеччиною. По суті, автор намагається нагадати обізнаному читачу, а необізнаному коротко переповісти основні догми вчення Макіавеллі, наочно проілюструвавши їх характерним прикладом — історією про мессира Ріміра д'Орко.
Нерідко монологи та діалоги героїв більше скидаються на дискусії з дражливих питань доби (переважна більшість суперечок не виходить за рамки моральних проблем), учасники яких заздалегідь сумлінно готували свої промови, подібно справжнім опонентам-науковцям, і тому вільно цитують вітчизняних та зарубіжних класиків, посилаються на думки відомих філософів, знаних наукових авторитетів, моралістів.

### Інтертекстуальність у романі
Деякі особливості характерів і поведінки головної героїні можна розглядати як дискурсне сходження філософії німецького мислителя Фрідріха Ніцше. Так, думки Зини Тихменєвої про власну винятковість, «неподібність», відкидання нею звичайного життєвого шляху як «правдоподібного», лише схожого на правдивий, шукання індивідуальних «неправдоподібних» обріїв та утопічне прагнення довести собі і оточуючим істинність проголошуваних ідеалів можуть бути прочитані як варіант комплексного уявлення про надлюдину, утвердження антиморалізму та індивідуалізму, як безкінечний пошук в лабіринті власних, іноді неусвідомлених та непізнаних бажань, почуттів справжньої своєї сутності, що також можна розглядати як трансформацію ніцшеанського гасла «стань тим, хто ти є».
|  | У моїй пам'яті збереглось декілька таких "деструктивних" "vers-libre-них" Зининих розмов зими 1923-24-ого року. Особливо яскраво збереглась у моїй пам'яті одна, коли ми говорили про безневинність, падіння, мораль, про істини неправдоподібні й неможливі, коли Зина розповіла мені про поета Стефана Хоминського, що з ним вони, Зина й Леся, познайомилися улітку, на підмосковній дачі живши |

Шукання героїні Віктора Домонтовича, її мандрівки від однієї соціальної ролі до іншої, кидання в крайнощі можна розглядати і як пошук власної ідентичності згідно із формулою Фрідріха Ніцше.
Один із дискурсів романістики Віктора Домонтовича, — це віддзеркалення нової німецькомовної культури. Для героїв широка обізнаність з останніми віяннями німецькомовної літератури і мистецтва загалом є таким же природним явищем, як і для самого письменника. Так, Стефан Хоминський нібито вичитаним у німецького романтика Гофмана розважає жителів підмосковного дачного селища читанням «новалівських віршів німецькою мовою».
Фінальна сцена роману «Дівчина з ведмедиком» відбувається в столиці Німеччини, специфічну нічну атмосферу якої Домонтович описує з характерною для нього докладністю.

#### Інтертекстуальність фіналу роману
Особливо варто наголосити на інтертекстуальні зв'язки у фіналі твору. В. Агєева стверджує те, що
|  | Фінал «Дівчини з ведмедиком» був би безпросвітно трагічним, якби в ньому не звучав іронічний підтекст. Іронія досягається пародіюванням авторитетних літературних зразків. Так, сцена в ресторані надто вже схожа на деякі епізоди прози Винниченка і — ширше — на штамповані масовою культурою ситуації декадансу як виродження й нівеляції цінностей. Повія та її оточення тут швидше пізнавані манекени, персонажі німого фільму, за яким до певної миті й спостерігав відсторонено головний герой. Поруч із катом у кімнату Варецького зайшов і блазень, «огидний горбатий карлик у фіглярському ковпаку». Блазенська істина теж буває трагічною й особливо небезпечною. Від цієї небезпеки можна втікати в філателію, в історію зміни звуків у пам’ятках XV століття, в ті ніші, що дозволяють уникати тоталізуючої влади панівної ідеології. Ескапізм, не раз проголошений як гасло і в поезії неокласиків, скажімо, Рильського, і в особистій поведінці, особистому виборі, здійсненому тим же Максимом Рильським чи Віктором Петровим. |

## Головний герой твору
В усіх трьох інтелектуальних романах: «Дівчині з ведмедиком», «Докторі Серафікусові» та «Без ґрунту» головний герой постає в образі чоловіка-інтелектуала. В романі «Дівчина з ведмедиком» головний персонаж — Іполіт Миколайович Варецький.
Одночасно постать Варецького можна розглядати і як образ-схему типового, сучасного письменнику представника науки, людини аполітичної, близької колу неокласиків, ерудованого інтелігента раціоналістичного напряму, поле зацікавлень якого не обмежується лише професійною діяльністю.

Іполіт Миколайович є не тільки інженером-хіміком, завідувачем хімічної лабораторії на заводі, а й автором доповіді про українських інтроліґаторів XVII віку, бібліофілом, який вільно цитує Гете в оригіналі і приятелює з Максимом Рильським. 
|  | Я розповів Зині за випадок, як мені одного разу трапилося з приятелем завітати до поета Максима Рильського. Я сподівався побачити кабінет книголюба, добірні книжки, вишукані колекції поезій, зібрання творів, віки й культури, схематично розкладені в систематичній послідовності на полицях вздовж стін од Гомера й Гезіода, біблії й єгипетської "Книги мертвих" до Панаїта Істраті та Марселя Пруста, я передчував приємність натрапити на рідкі видання греків, римлян, французів й англійців з фамільними ex-libris-ами поетових дідів, розглянути старовинні палітурки з телячої шкури, витаснені золотом, і я жорстоко помилився |

Особистість, наділена такими якостями, є антиподом людини пересічної, такої як Панас Григорович, Дормидонт Панфилич, двірник Степан. Головний герой «Дівчини з ведмедиком» — представник національної еліти, матеріалізоване втілення її способу життя, переконань, уявлень та прагнень.

## Тип «нової жінки» в романі
В опозиції до персонажів, котрі, змінивши соціальний статус, не зрадили своїй внутрішній сутності, є створений письменником образ жінки сучасної йому доби, нового феміністичного вибору. Це дівчина з «порядної родини» Зина Тихменєва.

Вона символізує собою жінку, породжену новою соціальною дійсністю, яка рішуче заперечує всі іманентні риси традиційного жіночого світобачення. Дівчина відкидає кохання і шлюб як певні анахронізми, вона освічена, розкута, емансипована, прагне бути вільною від будь-яких умовностей, обов'язків та зв'язків: 
|  | Зині обридло жити так, як вона жила, її лякає перспектива продовжити в дальшому те, що було; її лякає перспектива вийти заміж і зв'язати себе, вона шукає нових обріїв |

|  | — Ти гадаєш, що коли я віддалась тобі, то мова йтиме за шлюб? Ти помиляєшся! Саме тому, що я віддалась тобі, мова й не може йти за шлюб. Я не хочу шлюбу. Я й віддалась тобі, щоб знищити можливість шлюбу. Я хочу робити те, що хочу робити. Я не збираюсь виходити заміж |

Зображаючи героїню, письменник одночасно звертає увагу читача на зміну соціальних ролей та зміщення акцентів в сучасному йому суспільстві, перебирання функцій традиційно сильної статі слабкою. Так, чоловіки, що оточують дівчину, поряд з нею губляться, відходять на другий план, виглядають безвільними та інфантильними.

## Видання
- Віктор Петров. Дівчина з ведмедиком. За апробацією Миколи Зерова. Київ: Сяйво. 1928. 200 стор. (серія «Новини української літератури»)
- Віктор Домонтович. Проза у трьох томах. Ню-Йорк: Сучасність. 1988—1989. (серія «Бібліотека Прологу і Сучасності») ISBN 3-89278-011-0 (I—III томи)

- Том I. Апостоли (оповідання); Дівчина з ведмедиком, Аліна й Костомаров, Доктор Серафікус (повісті). Редакція й супровідна стаття: Юрій Шевельов. Примітки: Юрій Шевельов; суперобкладинка: Ярослава Ґеруляк. Ню-Йорк: Сучасність. 1988, 519 стор. ISBN 3-89278-008-0 (том I)
- Том II. Романи Куліша, Без ґрунту (повісті). Редакція й супровідна стаття: Юрій Шевельов. Примітки: Юрій Шевельов; суперобкладинка: Ярослава Ґеруляк. Ню-Йорк: ?. 1989, 477 стор. ISBN 3-89278-009-9 (Том II)
- Том III. Розмови Екегартові з Карлом Гоцці та інші оповідання (всього 28 оповідань і нарисів). Редакція й супровідна стаття: Юрій Шевельов. Примітки: Юрій Шевельов; суперобкладинка: Ярослава Ґеруляк. Ню-Йорк: Сучасність. 1988, 558 стор. ISBN 3-89278-010-2 (Том III)

- Віктор Домонтович. Вибрані твори.[4] Упорядник та автор передмови: Віра Агеєва. Київ: Книга, 2008. 382 стор. (серія «Твори української діаспори»). ISBN 978-966-8314-44-5

### Переклади
- Das Mädchen mit dem Bären ; aus dem Ukrainischen übersetzt und kommentiert von Ganna Gnedkova und Peter Marius Huemer, Wien: Septime Verlag, 2022, ISBN 978-3-99120-011-6